# Пепе Мель
Пепе Мель (ісп. Pepe Mel, нар. 28 лютого 1963, Мадрид) — іспанський футболіст, що грав на позиції нападника. По завершенні ігрової кар'єри — тренер.

## Ігрова кар'єра
Вихованець клубу «Реал Мадрид» з рідного міста, де навчався з 1974 року разом з майбутніми зірками «вершкових» Еміліо Бутрагеньйо та Мічелом, але сам Мель до першої команди так і не пробився, виступаючи виключно за третю і за другу команду мадридців, а також здавався в оренду в клуб Сегунди Б «Алькала».
Наприкінці 1987 року, після короткого перебування в «Осасуні» (в якій він навіть не дебютував), Пепе приєднався до команди Сегунди «Кастельйон». У цій команді Мель провів два роки, і в другому сезоні 1988/89 з 21 голом став найкращим бомбардиром команди та другим бомбардиром Сегунди, допомігши своєму клубу стати переможцем другого дивізіону і повернутися до Прімери після семирічної перерви.
Втім сам Мель залишився виступати у Сегунді, ставши гравцем клубу «Реал Бетіс», до складу якого приєднався 1989 року. Відіграв за клуб із Севільї наступні чотири сезони своєї ігрової кар'єри. У першому ж сезоні 1989/90 Мель забив 22 голи і став найкращим бомбардиром Сегунди, здобувши Трофей Пічічі, а клуб посів друге місце і також вийшов до Прімери. У наступному сезоні 1990/91 Мель провів свій єдиний сезон у вищому іспанському дивізіоні за кар'єру. Дебютував у Ла Лізі Пепе 2 вересня 1990 року в матчі проти «Спортінга» (Хіхон) (2:2), в якому відразу відзначився голом, а загалом за турнір забив 14 голів у 31 грі і став найкращим бомбардиром команди, втім клуб зайняв останнє 20-те місце і вилетів назад до Сегунди. Там Пепе провів з командою ще два сезони, зайнявши 4 і 5 місця відповідно, що не дозволило команді знову вийти в Прімеру. Загалом за чотири сезони Пепе провів 112 ігор у чемпіонаті і забив 50 голів.
В подальшому протягом 1993—1998 років захищав кольори клубів Сегунди Б «Гранада», «Бенідорм», «Хетафе» та «Есіха», а завершив професійну ігрову кар'єру у французькому «Анже», за який недовго пограв у 1998 році у французькому третьому дивізіоні.

## Кар'єра тренера
Розпочав тренерську кар'єру невдовзі по завершенні кар'єри гравця, 1999 року, очоливши тренерський штаб клубу «Кослада» з Терсери, а наступного року очолив клуб «Мерида» із Сегугди. Того ж року клуб припинив існування, і Мель став головним тренером іншої команди другого іспанського дивізіону «Реал Мурсія», з якою зайняв 13-те місце у сезоні 2000/01.
Влітку 2001 року став головним тренером новачка Прімери, команди «Тенерифе», змінивши на цій посаді Рафаеля Бенітеса. Втім дебютний сезон у статусі тренера в Ла Лізі виявився вкрай невдалим для Меля — клуб із Санта-Крус-де-Тенерифе йшов на останньому місці в чемпіонаті, і тренер був звільнений у лютому 2002 року після чергової поразки «Райо Вальєкано» в матчі 26 туру. Меля замінив Хав'єр Клементе, який не зумів виправити ситуацію, і клуб понизився у класі.
По ходу сезону 2002/03 Мель очолив «Хетафе», яке на той час займало місце в зоні вильоту, але під його керівництвом команда покращила результати і посіла 11 місце в Сегунді. Після цього протягом наступного сезону 2003/04 Пепе тренував «Алавес», зайнявши з командою четверте місце у Сегунді, а також вийшовши до півфіналу Кубка Іспанії, де клуб поступився майбутньому тріумфатору турніру клубу «Реал Сарагоса». Втім після придбання клубу Дмитром Пітерманом, який славився втручанням у тренерський процес, Мель змушений був покинути команду.
У 2004 році він підписав тренерський контракт з клубом «Полідепортіво», зайнявши з ним високе для команди 13-те місце в Сегунді в сезоні 2004/05, але наступний сезон клуб почав набагато гірше, і вже після 12 турів Мель був звільнений через погані результати, які опустили андалузьку команду на останню позицію в чемпіонаті.
Улітку 2006 року Пепе став на чолі клубу Сегунди Б «Райо Вальєкано» і в 2008 році вивів команду до другого за рівнем дивізіону країни, після чого провів чудовий сезон 2008/09, зайнявши 5 місце в Сегунді. Однак Мель був звільнений 15 лютого 2010 року через погані результати і був замінений на Феліпе Міньямбреса.

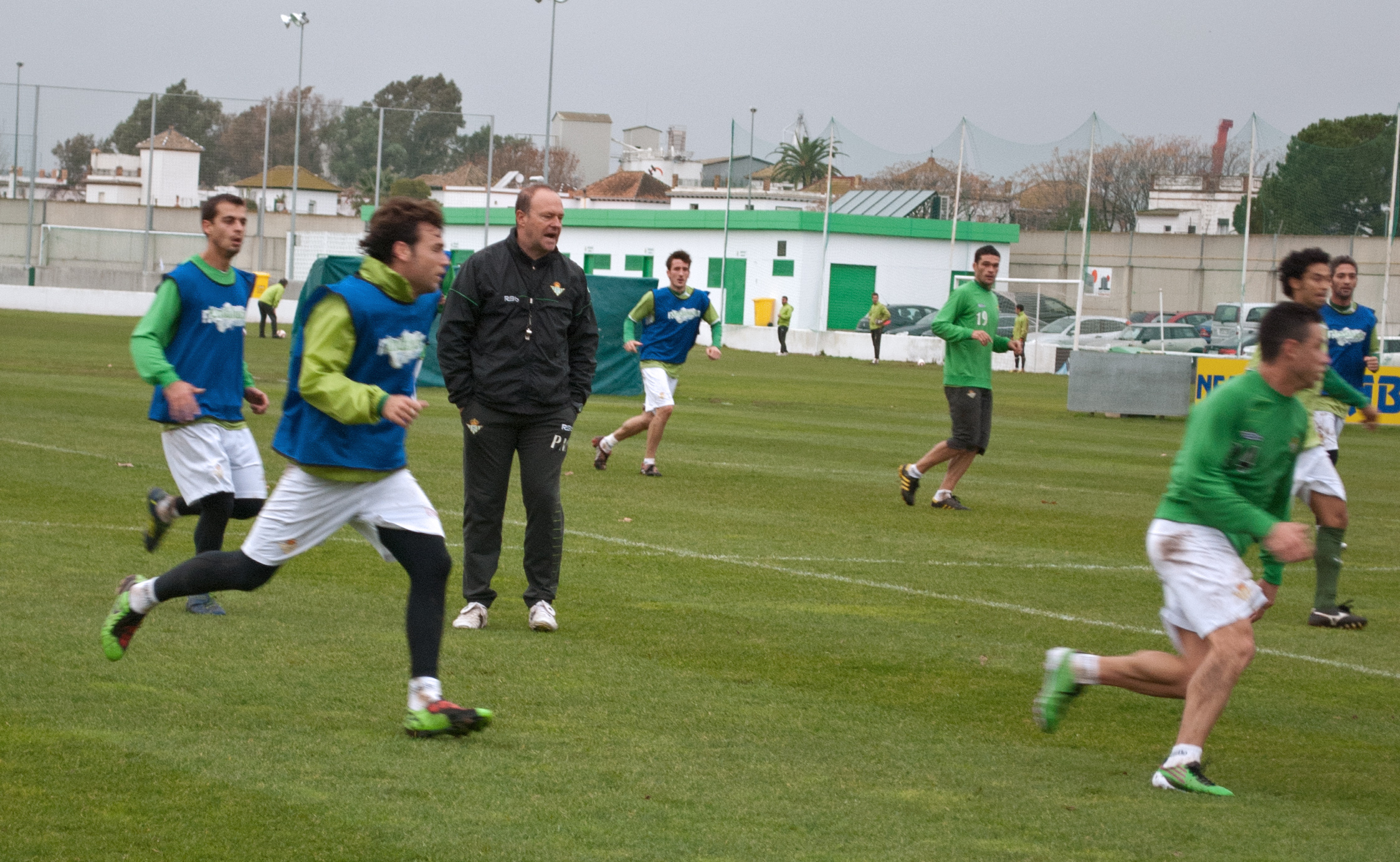
Пепе Мель на тренуванні клубу «Реал Бетіс». 30 грудня 2010 року.

12 липня 2010 року він став новим тренером клубу «Реал Бетіс» і в першому ж сезоні 2010/11 виграв з командою Сегунду та вийшов у Прімеру, а також потрапив у чвертьфінал Кубка Іспанії. Його команда в сезоні 2011/12 посіла 13-е місце у Ла Лізі, а в наступному досягла 7-ї позиції і завдяки цьому кваліфікувалася до Ліги Європи. Завдяки цьому 3 червня 2013 року він продовжив контракт з клубом до 2017 року, але новий сезон видався вкрай невдалим — команда здобула лише 10 очок за 15 турів, через що 2 грудня 2013 року він був звільнений.
9 січня 2014 року Мель підписав 18-місячний контракт з англійським «Вест-Бромвіч Альбіоном». Здобувши з клубом лише три перемоги у 17 іграх, Мель усе ж врятував команду від вильоту з Прем'єр-ліги, зайнявши 17-те місце, втім відразу по завершенні сезону покинув клуб за обопільною згодою.
20 грудня 2014 року Мель повернувся в «Реал Бетіс», який без нього встиг вилетіти до Сегунди, де на момент приходу Меля займав 3-тє місце. Він зумів виграти з клубом Сегунду і повернути команду із Севільї до Прімери. Втім там результати були невисокими і Мель був звільнений 11 січня 2016 року, коли його команда перебувала на 15-му місці.
28 лютого 2017 року він підписав контракт з «Депортіво» після звільнення Гаїски Гарітано із завданням врятувати клуб від вильоту. Мель двічі виграв і двічі зіграв внічию у своїх перших 4 матчах на посаді тренера галісійської команди і, нарешті, в передостанньому турі врятував клуб від вильоту. Утім 23 жовтня 2017 року клуб вирішив припинити контракт з тренером, і Мель залишив команду, що на той момент перебувала на 16-му місці після 9 турів.

## Титули і досягнення

### Як гравця
- Переможець Сегунди: 1988—1989[en]

### Як тренера
- Переможець Сегунди: 2010—2011[en], 2014—2015[en]
- Переможець Сегунди Б: 2007–08[en]

### Індивідуальні
- Трофей Пічічі у Сегунді: 1989—1990[en]
- Найкращий тренер місяця у Сегунді[en]: квітень 2015[24]

## Тренерська статистика
| Клуб                   | З               | По                | Результат | Результат | Результат | Результат | Результат | Прим.  |
| Клуб                   | З               | По                | І         | В         | Н         | П         | В%        | Прим.  |
| ---------------------- | --------------- | ----------------- | --------- | --------- | --------- | --------- | --------- | ------ |
| «Кослада»              | 1 липня 1999    | 30 червня 2000    | 44        | 27        | 10        | 7         | 61,36     | [ 25 ] |
| «Мерида»               | 30 червня 2000  | 25 вересня 2000   | 4         | 3         | 1         | 0         | 75,00     | [ 26 ] |
| «Реал Мурсія»          | 25 вересня 2000 | 30 червня 2001    | 42        | 13        | 13        | 16        | 30,95     | [ 27 ] |
| «Тенерифе»             | 30 червня 2001  | 18 лютого 2002    | 27        | 6         | 6         | 15        | 22,22     | [ 28 ] |
| «Хетафе»               | 21 січня 2003   | 30 червня 2003    | 23        | 8         | 8         | 7         | 34,78     | [ 29 ] |
| «Алавес»               | 1 липня 2003    | 30 червня 2004    | 50        | 22        | 19        | 9         | 44,00     | [ 30 ] |
| «Полідепортіво»        | 30 червня 2004  | 14 листопада 2005 | 56        | 15        | 17        | 24        | 26,79     | [ 31 ] |
| «Райо Вальєкано»       | 30 червня 2006  | 15 лютого 2010    | 169       | 76        | 58        | 35        | 44,97     | [ 32 ] |
| «Реал Бетіс»           | 12 липня 2010   | 2 грудня 2013     | 156       | 67        | 33        | 56        | 42,95     | [ 33 ] |
| «Вест-Бромвіч Альбіон» | 9 січня 2014    | 12 травня 2014    | 17        | 3         | 6         | 8         | 17,65     | [ 34 ] |
| «Реал Бетіс»           | 19 грудня 2014  | 11 січня 2016     | 46        | 21        | 12        | 13        | 45,65     | [ 35 ] |
| «Депортіво»            | 27 лютого 2017  | 24 жовтня 2017    | 24        | 6         | 7         | 11        | 25,00     | [ 36 ] |
| Всього                 | Всього          | Всього            | 658       | 267       | 190       | 201       | 40,58     | —      |